# Søren Hauch-Fausbøll
Søren Hauch-Fausbøll (født 27. juli 1958) er en dansk skuespiller og komiker, blandt andet kendt for at spille den originale Bamse og en af skuespillerne i improvisationsteaterserien Hatten Rundt. I Juni 2016 færdiggjorde han uddannelsen som hospitalsklovn og fungerer i dag som klovnevikar på hospitalerne i Region Hovedstaden, under klovnenavnet Bip.
Han blev færdiguddannet på Statens Teaterskole i 1986.
Søren Hauch-Fausbøll er endvidere tilknyttet lydbogsforlaget Momo - Skuespillernes Lydbogsværksted, hvor han har indlæst flere lydbøger.
Han er bror til skuespilleren Morten Hauch-Fausbøll og halvbror til Katrine Hauch-Fausbøll.

## Filmografi
Søren Hauch-Fausbøll har deltaget i en række film og tv-serier. Nedenfor vises et ikke-komplet udvalg. Websitet Dansk film database har en mere udtømmende liste.

### Film
- Jydekompagniet (1988)
- Høfeber (1991)
- Qaamarngup uummataa / Lysets hjerte (1998)
- Bornholms stemme (1999)
- Et rigtigt menneske (2001)
- At klappe med een hånd (2001)
- Kung Fu Panda (2008) Abe
- Kung Fu Panda 2 (2011) Abe
- Over kanten (2012)
- En frygtelig kvinde (2017)

### TV
- Sonja på Bornholm (1969)[2]
- Bamses Billedbog (1983-91)
- Gøngehøvdingen (1991-92)
- Så hatten passer (1991)
- Andersens julehemmelighed (1993, 1998, 2016)
- Riget I (1994)
- Bamses Julerejse (1996, 1999, 2005, 2012)
- Hatten I Skyggen (2002)

### Tegnefilm / Serier
- Æblet & ormen (2009)
- Huset Anubis (2010)